# Nicola Sala
Nicola Sala (7. dubna 1713 Tocco Caudio, Provincie Benevento, Kampánie – 31. srpna 1801 Neapol) byl italský hudební skladatel a teoretik.

## Život
Narodil se v obci Tocco Caudio, která je dnes po sérii zemětřesenív letech 1980–81 opuštěna. Studoval na konzervatoři Conservatorio della Pietà dei Turchini v Neapoli v letech 1732–1740. Jeho učiteli byli Nicola Fago a Leonardo Leo. Svou první operu Vologeses zkomponoval ještě v době studia. Byla uvedena v Římě v roce 1737.
V roce 1745 se stal nástupcem Leonarda Lea ve funkci královského kapelníka. V roce 1761 byla na scéně Teatro di San Carlo s velkým úspěchem provedena jeho opera Zenobia na libreto Pietra Metastasia. Během šedesátých let zkomponoval ještě další 2 opery. Poté se však jako operní skladatel odmlčel.
Na Conservatorio della Pietà dei Turchini se stal v roce 1787 druhým maestrem a v roce 1793 jejím ředitelem. Byl jedním z nejúspěšnějších a nejvyhledávanějších neapolských hudebních pedagogů. K jeho žákům patřili mj.Vojtěch Jírovec, Gaspare Spontini, Ferdinando Orlandi, Ambrogio Minoja, Luigi Caruso, Giacomo Tritto a Valentino Fioravanti. Napsal řadu teoretických pojednání o hudbě a hudební teorii.
V roce 1799, při krutém potlačení parthenopské republiky neapolským králem Ferdinandem IV., byla většina originálů Salových děl ztracena. Byly objeveny až v roce 1860 a jsou uloženy v archivu neapolské konservatoře.
O odkaz skladatele pečuje konservatoř v Beneventu (Conservatorio Statale di Musica “Nicola Sala” di Benevento).

## Dílo

### Opery
- Vologeso (libreto Apostolo Zeno, 1737, Řím)
- La Zenobia (libreto Pietro Metastasio, 1761, Neapol)
- Demetrio (libreto Pietro Metastasio, 1762, Neapol)
- Merope (libreto Apostolo Zeno, 1769, Neapol)

### Další vokální díla
- Judith seu Bethuliae liberatio-Giuditta ossia La Betulia liberata (oratorium libreto Autore Ignoto, Benevento, 2007)
- Giove, Pallade, Apollo (kantáta, 1763, Neapol)
- Il giudizio d'Apollo (serenáda, slova Giovanni Fenizia, 1768, Neapol)
- Erto, Ebone, Arminio (kantáta, 1769, Neapol)
- La bella eroina (prolog, 1769, Neapol)
- Varie (árie)

### Teoretické práce
- Regole del contrappunto pratico (1794, Neapol)
- Principi di contrappunto
- Elementi per ben suonare il cembalo
- Disposizione a tre per introduzione alle fughe di tre parti
- Il modo di disporre a tre sopra la scala diatonica
- Disposizioni imitate a soggetto e contrasoggetto
- Fughe con soggetto e contrasoggetto a suono plagale

Kromě toho se dochovalo 6 fug, 76 kánónů a solfeggií.